# كريستيان ديسينجير
كريستيان ديسينجير (بالألمانية: Christian Dissinger) مواليد 15 نوفمبر 1991 في لودفيغسهافن، ألمانيا، هو لاعب كرة يد ألماني يلعب كظهير أيسر. يلعب حاليا مع نادي كيل لكرة اليد ويحمل الرقم 15. مثل منتخب ألمانيا لكرة اليد. شارك في دورة الألعاب الأولمبية الصيفية سنة 2016.

## سجل المنافسة
شارك في البطولات التالية:
- بطولة أوروبا لكرة اليد للرجال 2016
- الألعاب الأولمبية الصيفية 2016

## الإنجازات
- كرة اليد في الألعاب الأولمبية الصيفية:
  -  برونزية: كرة اليد في الألعاب الأولمبية الصيفية 2016 – مسابقة الرجال
- بطولة أوروبا لكرة اليد للرجال:
  -  ذهبية: بطولة أوروبا لكرة اليد للرجال 2016

## روابط خارجية
- كريستيان ديسينجير على موقع الاتحاد الأوروبي لكرة اليد (الإنجليزية)
- كريستيان ديسينجير على موقع نادي كيل لكرة اليد (الألمانية)
- كريستيان ديسينجير على موقع اللجنة الأولمبية الدولية (الإنجليزية)
- كريستيان ديسينجير على موقع أوليمبيديا (الإنجليزية)
- كريستيان ديسينجير على موقع اللجنة الأولمبية الألمانية (الألمانية)